# Anaerobní
Anaerobní je takový proces nebo prostředí, kde není přítomen vzdušný kyslík. V takovýchto podmínkách žijí anaerobní mikroorganizmy, které mohou za určitých podmínek produkovat využitelné látky např. metan a etanol (líh). Toho se využívá např. u anaerobní digesce.
Využíváním mikroorganizmů se zabývá vědní obor biotechnologie.